# Alejandro Finisterre
Alexandre Campos Ramírez, noto con gli pseudonimi Alexandre de Fisterra e Alejandro Finisterre (Fisterra, 6 maggio 1919 – Zamora, 9 febbraio 2007), è stato un poeta, inventore e editore spagnolo, noto soprattutto per l'invenzione del calciobalilla.

## La vita avventurosa
Visse in Fisterra (Galizia) fino al trasferimento a La Coruña all'età di cinque anni, per poi frequentare, quindicenne, il liceo di Madrid.
In seguito al fallimento dell'attività di calzoleria del padre, accettò di lavorare presso la stessa scuola pagandosi in tal modo gli studi.
A Madrid conobbe León Felipe (ne divenne in seguito l'esecutore letterario) e Raphael Sanchez Ortega con i quali pubblicò il giornale Paso a la juventud (Passaggio alla gioventù) per venderlo poi nelle vie.
Nel novembre 1936, durante la guerra civile spagnola, rimase ferito in uno dei bombardamenti di Madrid e venne ricoverato in un ospedale di Valencia, ma vista la gravità delle ferite venne presto trasferito a Montserrat.
Qui conobbe numerosi bambini mutilati, straziati, storpiati, soprattutto agli arti inferiori; nessuno di loro, pensò Finisterre, avrebbe potuto più giocare a calcio.
A quel punto ebbe una geniale intuizione: prendendo spunto dal Tennis tavolo, inventò il futbolìn, il calcio balilla. Fece costruire il primo esemplare dal suo amico Francisco Javier Altuna, un falegname basco che seguì passo passo le sue istruzioni, ma non aveva possibilità di realizzarlo a livello industriale, essendo tutte le fabbriche impegnate nella produzione di armi per la guerra.
L'invenzione venne registrata e brevettata nel gennaio 1937 a Barcellona (assieme al primo voltapagine a pedale per pianisti), ma Finisterre perse i documenti che attestavano il brevetto in una tempesta mentre passava in Francia attraverso i Pirenei per sfuggire alla vittoria franchista.
A Parigi si laureò in filosofia e guadagnò denaro grazie al brevetto del voltapagine, ma presto fu costretto a fuggire ancora, trovando nel 1948 rifugio a Quito (Ecuador), dove fondò una rivista di poesia, per stabilirsi nel 1952 in Guatemala, dove migliorò e iniziò a fabbricare il calcio balilla; per vivere fece il muratore, l'imbianchino e il ballerino di tip-tap fino a quando, nel 1954, venne rapito e derubato di tutto in seguito al colpo di Stato da parte di Carlos Castillo Armas. Venne condannato al ritorno in Spagna ma, durante il viaggio aereo che lo riportava a Madrid, riuscì a liberarsi con uno stratagemma: finse di essere armato (si narra che modellò una pistola partendo da una saponetta, o che finse di essere imbottito di esplosivo) e dirottò l'aereo, rifugiandosi a Panama.
Il contatto con la Spagna lo mise a conoscenza del successo europeo del calcio balilla, dovuto però a fabbricanti di Valencia che non avevano riconosciuto i suoi diritti.
Successivamente si ritirò in Messico, dove si mise a fare l'editore di scrittori e poeti spagnoli e galiziani (Editorial Finisterre Impresora), principalmente antifranchisti ed esuli come lui, tra cui Leon Felipe e Juan Larrea, oltre al primo libro di poesie di Ernesto Cardenal.
Tornò in Spagna negli anni settanta, dopo la caduta del franchismo, prima ad Aranda de Duero (Burgos), poi a Zamora, dove morì. In questi ultimi anni fu membro della Real Academia Gallega.

### Riferimenti
- TAF - Torneo Alexandre de Fisterra - Torneo anual de Matraquilhos en homenaxe ao seu creador. Existente desde 2007, su taf.pt.to. URL consultato il 16 novembre 2018 (archiviato dall'url originale il 26 ottobre 2015).

Nel 2015 Alessio Spataro ha disegnato e scritto il libro Biliardino : come Alejandro Finisterre non inventò il gioco che ha unito l'Europa pubblicato da BAO Publishing che ripercorre la vita di Finisterre.